# سيزار راموس
سيزار راموس (بالإنجليزية: Cesar Ramos)‏ هو لاعب كرة قاعدة أمريكي، ولد في 22 يونيو 1984 في لوس أنجلوس في الولايات المتحدة.

## وصلات خارجية
- سيزار راموس على موقع دوري كرة القاعدة الرئيسي (الإنجليزية)
- سيزار راموس على موقعبيزبول رفرنس.كوم (الدوري الرئيسي) (الإنجليزية)
- سيزار راموس على موقعبيزبول رفرنس.كوم (الدوري الثانوي) (الإنجليزية)
- سيزار راموس على موقع إي إس بي إن.كوم (أم.أل.بي) (الإنجليزية)
- سيزار راموس على موقع مشجعي الرسوم البيانية (الإنجليزية)